# Franciszek Leszczyński (1841–1904)
Franciszek Leszczyński z Leszczyn herbu Korczak (ur. 1 kwietnia 1841, zm. 12 sierpnia 1904 w Olszanicy) – polski oficer, powstaniec styczniowy, kupiec.

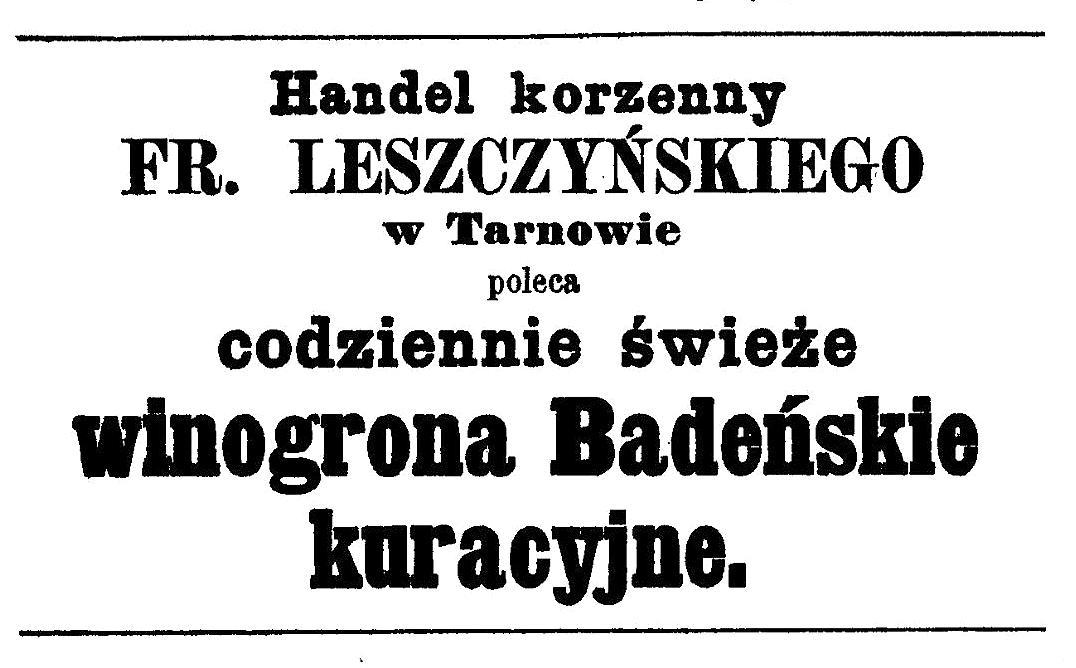
Ogłoszenie sklepu Franciszka Leszczyńskiego w Tarnowie opublikowane w tygodniku „Pogoń” z 1898

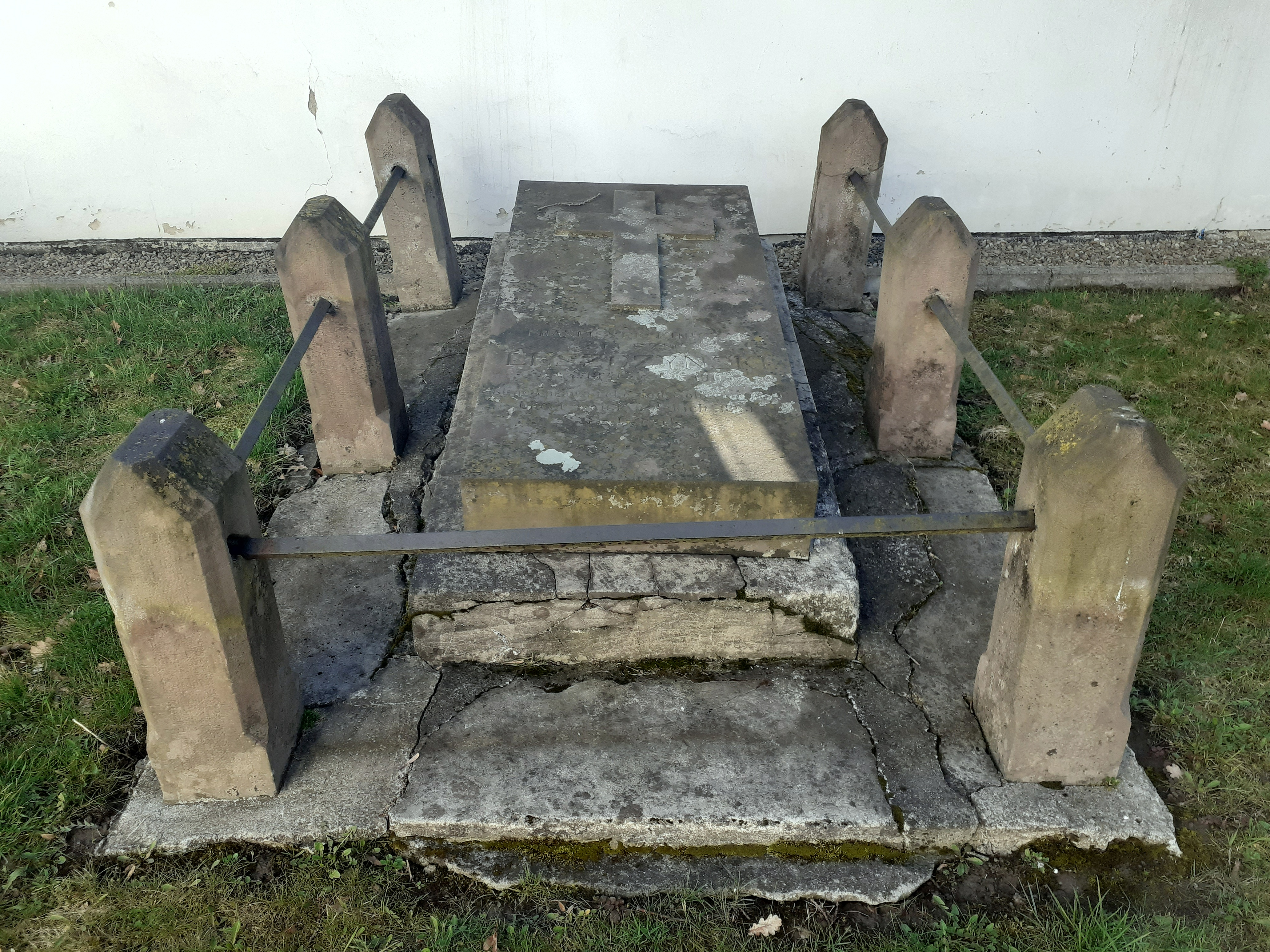
Nagrobek Franciszka Leszczyńskiego

## Życiorys
Urodził się 1 kwietnia 1841. Wywodził się z rodu Leszczyńskich herbu Korczak. Był synem Leopolda (właściciel dóbr Solina) i Malwiny z domu Bobowskiej oraz bratankiem Emila.
Został oficerem Armii Cesarstwa Austriackiego, mianowany podporucznikiem 2 klasy w 1859 służył w szeregach 30 pułku piechoty we Lwowie. Podczas wojny francusko-austriackiej uczestniczył bitwie pod Solferino 24 czerwca 1859, w której stracił prawą rękę. W 1863 jako ochotnik przyłączył się do powstania styczniowego. Informacja o wyprawie ochotników z Galicji od dowództwem Leona Czechowskiego na Lubelszczyznę była przed nim ukrywana, aby nie narażać go więcej w obliczu jego niepełnosprawności - jednak dowiedziawszy się o tym że ochotnicy wymaszerowali już, pospieszył za nimi. Walczył w szeregach oddziałów Czechowskiego, Jana Żalplachty Zapałowicza, Franciszka Ksawerego Horodyńskiego, biorąc udział we wszystkich bitwach pod ich komendą.
W trakcie walk posługiwał się zarówno szablą, jak i rewolwerem używając lewej ręki. W bitwie pod Radziwiłłowem (zakończonej niepowodzeniem 2 lipca 1863) został wzięty przez Rosjan do niewoli. Został osadzony w twierdzy kijowskiej (uwięziono tam ponad stu powstańców spod Radziwiłłowa, pochodzących z obszaru Austro-Węgier, m.in. Seweryna Manasterskiego). Z guberni kijowskiej zimą wraz z innymi skazańcami w kajdanach był prowadzony pieszo aż do Moskwy, zaś wiosną z Niżnego Nowogrodu przez Kazań do Permu. W tym mieście spotkał Feliksa Wiktora Riedla, swojego znajomego sprzed powstania i towarzysza walki w 1863 (który wspominał o nim w swoich pamiętnikach). Ostatecznie został zesłany na Syberię na obszar guberni irkuckiej.
Po powrocie na ziemie polskie osiadł w Tarnowie. Został kupcem. Prowadził jeden z ważniejszych sklepów w mieście trudniąc się handlem towarów kolonialnych i korzennych. Był także poczmistrzem. Był członkiem zarządu gminnego Tarnowa (od 4 kwietnia do 29 listopada 1877), radnym i asesorem VII kadencji Rady Miejskiej w Tarnowie, trwającej od 1 lipca 1890 do 3 stycznia 1900, jednak po trzech latach złożył mandat, jako że zgodnie z ustawą 1 lipca 1893 został wylosowany w grupie połowy liczby radnych przewidzianych do wymiany. W Tarnowie w 1881 został członkiem Komitetu dla uczczenia gen. Józefa Bema. Był współzałożycielem Towarzystwa Eskontowego w Tarnowie. Na początku 1894 został wylosowany do składu pierwszej kadencji sądu przysięgłych w Tarnowie. Na początku XX wieku (1901) jego sklep w Tarnowie został przejęty przez innego właściciela i odtąd nosił nową nazwę Szynki prawdziwe pragskie. K. Bednarski i spółka.
Zamieszkując w Tarnowie odwiedzał swoje rodzinne strony w Bieszczadach. Zamieszkał w gminie Olszanica. Był właścicielem rodzinnego majątku w Solinie. Zmarł 12 sierpnia 1904 w Olszanicy podczas odwiedzin krewnych. Został pochowany w Uhercach. Został pochowany przy kościele św. Stanisława Biskupa w Uhercach Mineralnych.
Był żonaty z Leopoldyną z domu Walter (1852-1929, do końca życia zamieszkiwała w Sanoku i pochowana na tamtejszym cmentarzu). Mieli syna Franciszka Stefana, córkę Jadwigę (1878-1952, zamężna z Zygfrydem Gölisem).